# Záliv Trpělivosti
Záliv Trpělivosti (rusky Залив Терпения) je záliv Ochotského moře na jihovýchodním pobřeží Sachalinu.  Na východě je zčásti ohraničen mysem Trpělivosti s Tulením ostrovem. 
V roce 1643 jej objevil nizozemský mořeplavec Maarten Gerritsz Vries a nazval zálivem Trpělivosti, protože jeho výprava musela dlouho čekat, až se zvedne hustá mlha bránící plavbě.
Vody zálivu jsou bohaté rybami, mezi nimi nejhojnější lososovité keta (Oncorhynchus keta) a gorbuša (Oncorhynchus gorbuscha).
Při ústí řeky Poronaj se rozkládá přístavní město Poronajsk.